# José María Sanz Martínez
José María Sanz Martínez (Madrid, 24 de marzo de 1952) es un físico español, catedrático de Física Aplicada y rector de la Universidad Autónoma de Madrid desde 2009 hasta 2017. Sus principales líneas de investigación están en el campo de las aplicaciones ópticas, tribológicas y magnéticas; la síntesis de materiales por métodos físicos; las espectroscopias de electrones y las nanoestructuras.

## Trayectoria
Es licenciado en Física por la Universidad Autónoma de Madrid (1975) y se doctoró en la Universidad de Stuttgart (Alemania) en 1982. Regresó a la UAM como profesor adjunto contratado. Desde 1991 es catedrático de Física aplicada de la Universidad Autónoma de Madrid.
Fue miembro del Scientific Advisory Committe del European Synchrotron Radiation Faculty  (ESRF)  entre 1999 y  2001 y  Jefe de la delegación española en el Council del ESRF entre 2001 y 2003. 
Desde 2001 es Editor Europeo de la revista Surface and Interface Analysis (John Wiley Londres).
De 2002 a 2006 fue vicerrector de Infraestructuras Científicas y Promoción Tecnológica, de Investigación hasta abril de 2009. Desde esa fecha hasta el 3 de julio fue rector en funciones. En las elecciones de junio de 2009 obtuvo un 53,69% de los votos y se impuso a la candidatura de Javier Díez-Hochleitner, decano de la Facultad de Derecho, que recibió los votos del 46,31%.
En abril de 2013 fue reelegido en el cargo del rector con el 60,26 % de los votos mientras que el otro candidato que se presentaba, Miguel Paniagua, catedrático de Química Física obtuvo 39,73 % de los votos.
Autor de más de 150 publicaciones científicas en distintas revistas internacionales, ha sido responsable científico de más de veinte proyectos de investigación y miembro de diversos comités y revistas de investigación. Sus principales líneas de investigación están en el campo de las aplicaciones ópticas, tribológicas y magnéticas; la síntesis de materiales por métodos físicos; las espectroscopias de electrones y las nanoestructuras.